# NGC 4509
NGC 4509 is een spiraalvormig sterrenstelsel in het sterrenbeeld Jachthonden. Het hemelobject werd op 11 maart 1828 ontdekt door de Britse astronoom John Herschel.

## Synoniemen
- UGC 7704
- IRAS12306+3222
- MCG 5-30-18
- ZWG 159.15
- MK 773
- KUG 1230+323
- PGC 41660